# Dolichomitus xanthopodus
Dolichomitus xanthopodus är en stekelart som beskrevs av Gupta och Tikar 1976. Dolichomitus xanthopodus ingår i släktet Dolichomitus och familjen brokparasitsteklar. Inga underarter finns listade i Catalogue of Life.